# Sabri Lamouchi
Sabri Lamouchi (ur. 9 listopada 1971 w Lyonie) – francuski piłkarz występujący na pozycji pomocnika, a także trener.

## Kariera
12-krotny reprezentant Francji, uczestnik Euro 1996. Grał kolejno w takich klubach jak Olympique Alès, AJ Auxerre, AS Monaco, Parma, Inter Mediolan, Genoa CFC, Olympique Marsylia, Ar-Rajjan, Umm-Salal SC i Al-Kharitiyath SC.
Od 2012 roku był selekcjonerem reprezentacji Wybrzeża Kości Słoniowej, z którą zakwalifikował się na Puchar Narodów Afryki 2013. Dotarł do ćwierćfinału tych rozgrywek. Awansował z nią również na Mistrzostwa Świata w Piłce Nożnej 2014. Prowadzona przez niego drużyna zajęła 3. miejsce w grupie C z dorobkiem 3 punktów. Po powrocie z mistrzostw podał się do dymisji.